# Callicarpa micrantha
Callicarpa micrantha là một loài thực vật có hoa trong họ Hoa môi. Loài này được Vidal mô tả khoa học đầu tiên năm 1885.